# La dignitat de Catalunya
La dignitat de Catalunya és el títol d'un editorial escrit conjuntament per consens i publicat en català o castellà als dotze diaris amb seu a Catalunya el 26 de novembre de 2009. Aquest fet va ser comentat a la majoria d'informatius catalans de ràdio i televisió, així com a bona part de la premsa escrita, fins i tot també de fora dels Països Catalans. Aquest editorial va tenir un tractament de notícia principal en molts mitjans, mentre que en altres va compartir aquesta preeminència amb altres qüestions rellevants com el resultat de la votació per la nova llei de l'avortament.
L'editorial denunciava que l'Estatut d'Autonomia de Catalunya de 2006, creat i debatut durant anys, amb diferents governs i oposicions, al Parlament de Catalunya, aprovat pel Parlament i en un referèndum, fos l'únic estatut autonòmic que a més hagués hagut de passar pel Tribunal Constitucional d'Espanya, i que s'hi estigués durant quatre anys sense cap resolució. Aquesta va fer-se pública finalment el 28 de juny de 2010.
Els diaris que van subscriure i publicar l'editorial van ser: La Vanguardia, El Periódico de Catalunya, Avui, El Punt, Diari de Girona, Diari de Tarragona, Segre, La Mañana, Regió 7, El 9 Nou, Diari de Sabadell i Diari de Terrassa. També s'hi van adherir el Diari del Priorat, el Diari Ateneu i l'Associació Catalana de la Premsa Gratuïta i Mitjans Digitals.

## Reaccions a l'editorial
Aquest editorial va produir reaccions diverses: alguns polítics i mitjans de comunicació van expressar que respectaven la iniciativa emparant-se en la llibertat d'expressió, explicitant-hi el seu suport o no, mentre que altres van considerar que no era apropiat, ja que suposava voler exercir pressió sobre la decisió del Tribunal Constitucional.

### A favor
La majoria dels partits parlamentaris catalans s'hi van mostrar a favor. El president de Catalunya José Montilla es va declarar "agraït". El cap de l'oposició, Artur Mas, va aplaudir l'editorial i va dir que esperava que també hi hagués unitat entre els partits catalans. Esquerra Republicana de Catalunya va dir que elogiava la unitat de la premsa catalana i que considerava grotesc que s'entengués com a mesura de pressió. A les files d'ICV, Joan Saura va dir que ho veia molt positiu perquè reflectia el que pensa la societat i Joan Herrera qualificà la publicació d'excel·lent i la definí com una demostració de com ha de funcionar un país, amb unitat i fermesa.
Diversos mitjans catalans es van adherir a l'editorial, com Catalunya Ràdio, RAC 1, Ràdio 4, COM Ràdio, 8tv, el diari portuari El vigía i el setmanari La Veu de l'Ebre així com diversos sindicats, col·legis professionals, botiguers i clubs, com per exemple el FC Barcelona, el RCD Espanyol i el DKV Joventut.
Milers de lectors dels mitjans van opinar-hi a favor i algunes xarxes de contactes en línia van obrir grups de suport que van rebre milers d'adhesions, per exemple a Facebook, on en un dia se'n van assolir més de 7.000.

### En contra
L'Asociación Profesional de la Magistratura va qualificar l'editorial de "pressió intolerable" que intentava "influir grollerament" i que "no era pertinent, acceptable, democràtica ni adient a les exigències de l'Estat de dret" mentre que el portaveu de Jueces para la Democracia, Miguel Ángel Gimeno, va negar que exercís pressió sobre el Tribunal Constitucional, que tampoc no s'hauria de sentir ofès per l'editorial.
Mitjans d'àmbit espanyol com El Mundo, La Razón i l'ABC s'hi van mostrar obertament en contra, mentre que El País, considerant-se a si mateix com a "més moderat" que els anteriors en la seva posició, també va criticar "la pressió que representa l'editorial unitària".

### Altres reaccions
El 29 de novembre, a l'acte d'inici de campanya per fomentar la participació en les consultes sobre la independència de Catalunya del 13 de desembre de 2009, el periodista Miquel Calçada es va referir a aquest editorial com "un prec desesperat perquè saben que el nou Estatut és una última estació" i que "la dignitat de Catalunya només té un nom i el temen: la independència".

## Ressò internacional
Els diaris francòfons parlen d'una Catalunya en peu de guerra per l'autogovern. A França, Libération i Le Figaro es fan ressò de l'editorial conjunt de la premsa catalana. A Suïssa, Le Temps anuncia que l'Estatut "ha nascut mort".

## Editorials conjunts anteriors
L'any 1977 es van publicar els anteriors editorials conjunts fets a l'Estat espanyol. El darrer es va titular Per la unitat de tots, com a reacció als assassinats d'Atocha. El que portava per títol No frustrar l'esperança es va publicar per la por d'una reacció colpista a la legalització del Partit Comunista d'Espanya. I un tercer es va publicar com a suport a la revista El Papus, després de patir un atemptat a Barcelona.